# Altstadt (Salzburg)

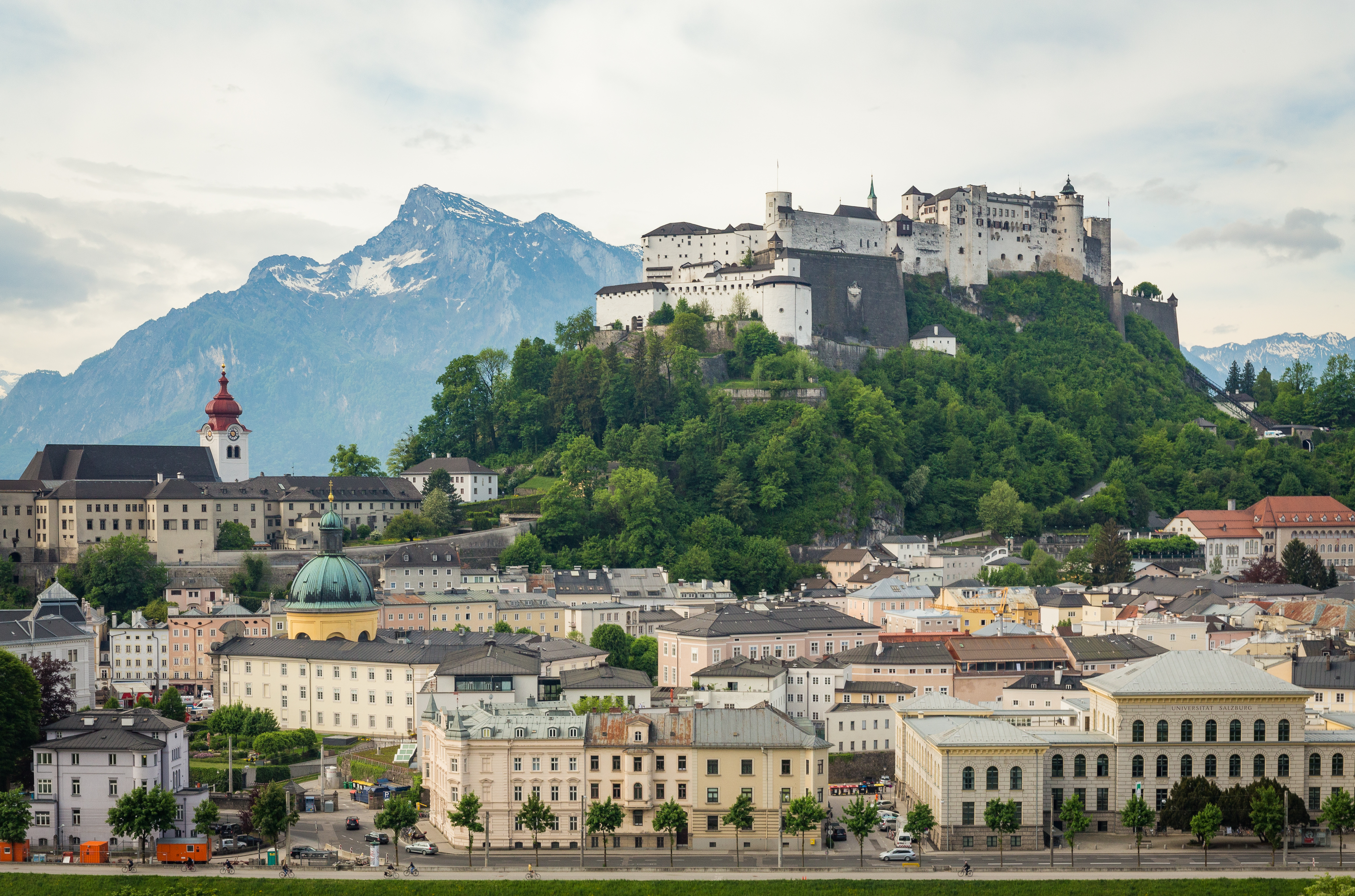
Blick zum Rudolfskai mit der Festung Hohensalzburg im Hintergrund

Der Stadtteil Altstadt in Salzburg bildet den Kern des UNESCO-Welterbes Historisches Zentrum der Stadt Salzburg.
Aufgrund der Fülle des zu Beschreibenden wird er – einer ortsüblichen Bezeichnung folgend – in zwei Teilen geführt, links und rechts der Salzach:
- Salzburger Altstadt (links)
- Salzburger Altstadt (rechts)